# Station Canonbury
Canonbury is een spoorwegstation van London Overground aan de North London Line en East London Line. 